# Elecciones generales de Jamaica de 2002

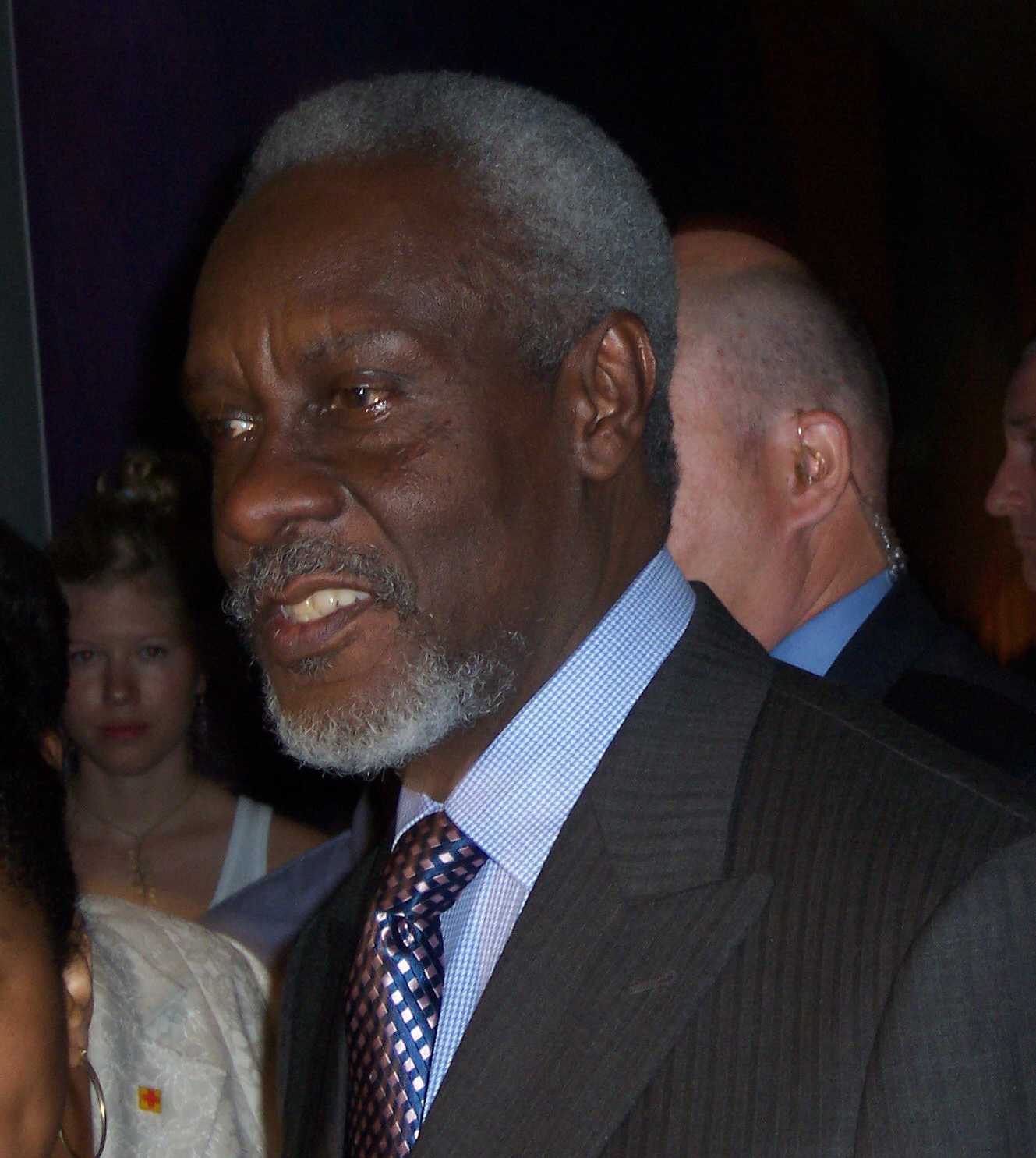
Primer ministro P. J. Patterson en 2005.

Elecciones generales tuvieron lugar en Jamaica el 16 de octubre de 2002. El resultado fue una victoria para el Partido Nacional del Pueblo (PNP), el cual ganó 34 de los 60 escaños, mientras que la participación electoral fue de 59.1%. El líder del PNP, P. J. Patterson, mantuvo su posición como primer ministro, volviéndose el primer líder político en ganas tres elecciones consecutivas. Patterson se retiró el 26 de febrero de 2006 y fue reemplazado por Portia Simpson-Miller, la primera primer ministro femenina de Jamaica.

## Resultados
| Partido                                                                    | Votos   | %    | Escaños | +/-   |
| -------------------------------------------------------------------------- | ------- | ---- | ------- | ----- |
| Partido Nacional del Pueblo                                                | 396 590 | 52,1 | 34      | -16   |
| Partido Laborista de Jamaica                                               | 360 718 | 47,4 | 26      | +16   |
| Movimiento Democrático Nacional-Alianza para la Unidad Nacional de Jamaica | 2 895   | 0,4  | 0       | 0     |
| Partido Unido del Pueblo                                                   | 548     | 0,1  | 0       | Nuevo |
| Partido Político Incorporado de la Federación Mundial Etíope Imperial      | 162     | 0,0  | 0       | Nuevo |
| Independientes                                                             | 452     | 0,1  | 0       | 0     |
| Votos en blanco/nulos                                                      | 7 393   | –    | –       | –     |
| Total                                                                      | 768 758 | 100  | 60      | 0     |
| Fuente: Nohlen                                                             |         |      |         |       |